# Parafia św. Michała Archanioła w Słupi
Parafia Świętego Michała Archanioła w Słupi – parafia greckokatolicka w Słupi. Parafia należy do eparchii olsztyńsko-gdańskiej i znajduje się na terenie dekanatu elbląskiego.

## Historia parafii
Parafia greckokatolicka pw. Świętego Michała Archanioła funkcjonuje od 1996 r., księgi metrykalne są prowadzone od roku 1996.

## Świątynia parafialna
Nabożeństwa odbywają się w filialnym kościele rzymskokatolickim św. Michała Archanioła.